# Frank Dekkers

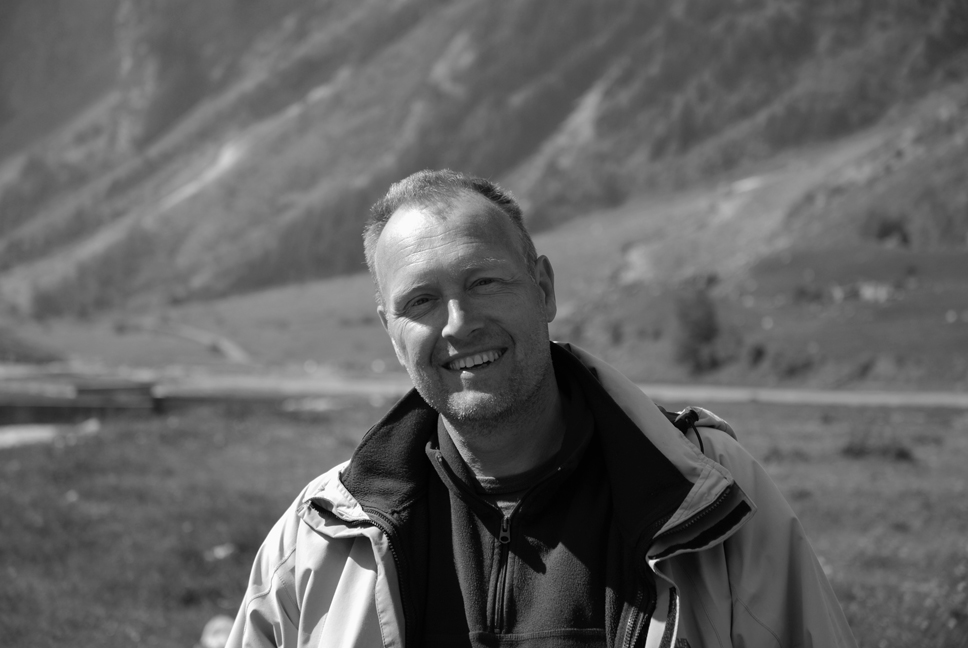
Frank Dekkers im Oktober 2009

Frank Dekkers (* 4. November 1961 in Nijmegen) ist ein niederländischer Künstler, der auf Landschaftsmalerei spezialisiert ist.

## Leben und Wirken

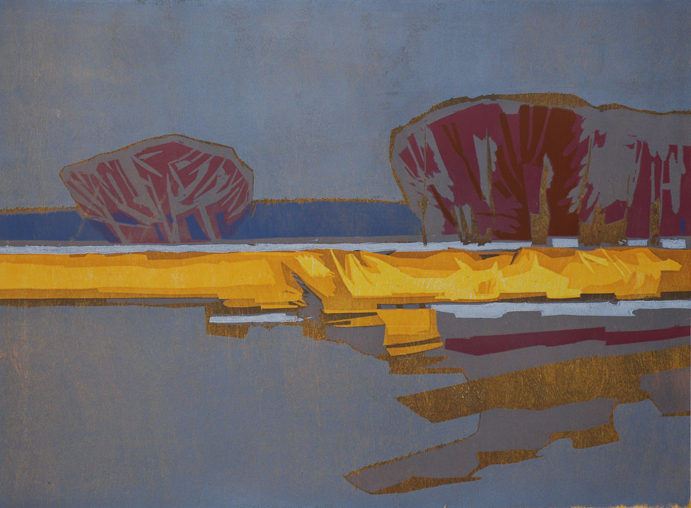
Gemälde „Oude Waal“, 2007, 65 × 88 cm

Dekkers studierte Malerei und Grafik an der Kunstakademie von Utrecht, der Hogeschool voor de Kunsten. Seine Gemälde entstehen stets vor Ort, wobei er bevorzugt Landschaften in der Umgebung von Flüssen malt.

## Ausstellungen
- 1991  Städtisches Kunstmuseum Taipeh, Taipeh, Taiwan
- 1993  Ino-cho Paper Museum, Präfektur Kōchi, Japan
- 1996  Ino-cho Paper Museum, Ino, Kōchi, Japan
- 1998  Singer Laren, Niederlande
- 1999  Museum het Oude Raadhuis, Leerdam, Niederlande
- 2002  Stadsmuseum, IJsselstein, Niederlande
- 2005  Stedelijk Museum, Vianen, Niederlande
- 2007  Museum Flehite, Amersfoort, Niederlande
- 2008 Gorcums Museum, Gorinchem, Niederlande
- 2010 Voerman Museum, Hattem, Niederlande

## Sekundärliteratur und Kataloge
- Michael A. Martone: De plek. Frank Dekkers und Jeroen Hermkens. 1999
- Rimme Rypkema:  Frank Dekkers. 2001
- Aan de rivier. Mit Beiträgen von Menno van der Beek, Mark Boog, Lenze Bouwers, Chrétien Breukers, Abe de Vries. 2006
- Oorverdovend stil. Mit Beiträgen von Dick Adelaar, Bianca Ruiz, Christina Hosman, Jeroen Hermkens. 2009